# Хорошавины (Арбажский район)
Хорошавины — деревня в Арбажском районе Кировской области России. Входит в состав Арбажского городского поселения.

## История
Деревня Хоршавины была основана в 1735 году. В «Списке населенных мест Российской империи», изданном в 1876 году, населённый пункт упомянут как казённая деревня Хорошавинская Котельнического уезда (1-го стана), при реке Арбаж, расположенная в 70 верстах от уездного города Котельнич. В деревне насчитывалось 29 дворов и проживало 248 человек (107 мужчин и 141 женщина).

В 1926 году население деревни Хорошавинский составляло 402 человека (178 мужчин и 224 женщины). Насчитывалось 75 крестьянских хозяйств.

## География
Деревня находится в юго-западной части Кировской области, к востоку от реки Арбаж, на расстоянии примерно 5 километров (по прямой) к востоку-северо-востоку (ENE) от посёлка Арбаж, административного центра района. Абсолютная высота — 118 метров над уровнем моря.

### Часовой пояс
Деревня Хорошавины, как и вся Кировская область, находится в часовой зоне МСК (московское время). Смещение применяемого времени относительно UTC составляет +3:00.

## Население
| 2010 |
| ---- |
| 0    |